# Cá mú chấm đỏ
Cá mú chấm đỏ hoặc cá song đỏ (Danh pháp khoa học: Epinephelus akaara) là một loài cá thuộc họ Serranidae. Nó được tìm thấy ở Trung Quốc, Nhật Bản, Cộng hòa Dân chủ Nhân dân Triều Tiên, Đài Loan, và có thể Việt Nam. Các môi trường sống tự nhiên của chúng là vùng biển nông và các vùng đô thị. Đây là một loài cá có giá trị kinh tế.